# Yijing (Adliger)
Yijing (1791–1853) war ein Mandschuadliger und gehörte als Neffe des Kaisers Daoguangs zum hohen Adel des Kaiserreichs China zur Zeit der Qing-Dynastie. Im Ersten Opiumkrieg führte er eine erfolglose Offensive gegen die Briten und war an der Anbahnung der Friedensverhandlungen zum Vertrag von Nanjing beteiligt. 

## Herkunft und Ausbildung
Yijing stammte ursprünglich von Kaiser Yongzheng ab. und Neffe des Kaisers Daoguang gehörte Yijing als Prinz zum engsten Kreis um den Kaiser. Wie andere Mitglieder der Herrscherfamilie absolvierte er eine vereinfachte Version der Beamtenprüfung.

## Karriere an der Spitze des Qing-Staates
1816 trat er eine Stelle in der Leibwache des Kaisers an. In der Folge erhielt er mehrere hohe Ämter, unter anderem war er Minister für die Kaiserlichen Paläste und Gärten, Chefminister für Personalfragen und hatte auch eine Position am Großsekretariat des Kaisers inne. 1830 nahm er unter dem General Changking an einem Feldzug in Zentralasien teil.

## Erster Opiumkrieg
Während des Ersten Opiumkriegs wurde er im Oktober 1841 von Daoguang mit der Führung einer Gegenoffensive gegen die Briten in Südchina betraut. Aufgrund seiner mangelnden militärischen Erfahrung führte er erst rund achtwöchige Beratungen mit rund 400 Würdenträgern durch um einen Kriegsplan zu erstellen. Der Kriegsplan sah vor 20 000 Yong aus dem Süden zu rekrutieren. Zusätzlich sollten 6000 reguläre Soldaten und 10 000 Yong aus dem Norden herangezogen werden. Die Yong aus dem Süden sollten dabei im Kampf gegen die Briten Aufklärungsaufgaben wahrnehmen und gegebenenfalls Überfälle in kleinen Einheiten auf die Briten durchführen. Die Yong aus dem Norden sollten in kleinen Einheiten in den besetzten Städte Ningbo, Zhenhai und Dinghai eingesetzt werden um die Briten zu vertreiben. Die regulären Truppen sollten als Reserve dienen. Ebenso empfahl der Kriegsplan Lin Zexu zur Stärkung der Moral der Soldaten in den Süden zurückzuholen und forderte die Hinrichtung von Militärführern, die sich in den bisherigen Niederlagen zurückgezogen hatten. Die Gegenoffensive scheiterte erfolglos im März 1842 an der militärischen Unterlegenheit der chinesischen Truppen und dem Mangel an Artillerie.
Zusammen mit dem Mandschuadligen Keying begann Yijing Friedensverhandlungen ohne formale Anweisung durch den Kaiser. Nach dem Krieg wurde er zunächst von Daoguang wegen Defätismus zum Tode verurteilt. Das Urteil wurde jedoch nicht vollstreckt. Stattdessen wurde Yijing nach Xinjian verbannt, wo er 1853 an Malaria starb.